# Иосиф Гогенцоллерн-Зигмаринген
Иосиф Эрнст Фридрих Карл Антон Майнрад Гогенцоллерн-Зигмаринген (нем. Joseph Friedrich Ernst Meinrad Karl Anton von Hohenzollern-Sigmaringen; 24 мая 1702, Зигмаринген — 8 декабря 1769, Хайгерлох) — 5-й владетельный князь Гогенцоллерн-Зигмаринген (1715—1769).

## Биография
Принц родился в замке Зигмаринген, столице княжества. Старший сын Майнрада II Гогенцоллерн-Зигмарингена (1673—1715), 4-го князя Гогенцоолерн-Зигмарингена (1689—1715), и Иоганны Катарины (1678—1759), дочери графа Иоганна Антона I фон Монфорт-Теттнанга.
Вначале принц воспитывался под руководством своей матери. Из-за Войны за Испанское наследство княжеская семья переехала в Вену, где проживал его отец Майнрад. После возвращения родителей в 1714 году Зигмаринген принц Иосиф продолжил своё образование в Вене.
20 октября 1715 года после смерти своего отца Майнрада Иосиф унаследовал княжеский престол в Зигмарингене, став 5-м князем Гогенцоллерн-Зигмаринген. До 1720 года несовершеннолетний князь Иосиф находился под опекой своей матери Иоганны Катарины.
Князь Иосиф Гогенцоллерн-Зигмаринген поступил на службу в австрийскую армию, где дослужился до чина генерала от кавалерии, а затем стал фельдмаршал-лейтенантом Швабского округа Священной Римской империи.
Иосиф смог подружиться с курфюрстом Баварии Карлом Альбрехтом и после его избрания императором Священной Римской империи (1742) был включен в состав Тайного совета.
Князь был заядлым охотником и в 1727 года он построил лесной парк Josefslust в княжестве Зигмарингене. В 1736 году он модернизировал и реконструировал замок Зигмаринген. Он также украсил замковый рыцарский зал, добавив туда портретами всех своих предков. В своей столице князь построил церковь Св. Иоганна и охотничий домик в парке Josefslust. В Хайгерлохе, который он предпочитал в качестве места жительства после Зигмарингена, он построил церковь Святой Анны.
Князь был известен как покровитель искусства. Он разрешил работать в Зигмарингене художникам Иоганну Михаэлю Фойхтмайеру Младшему, Иоганну Георгу Векенманну и Андреасу Мейнраду фон Ову. Он поддержал канонизацию местного святого Фиделия Сигмарингенского, а также помогал школам и церкви.
23 ноября 1767 года после смерти своего бездетного родственника Франца Антона Кристиана Гогенцоллерна-Зигмарингена (1699—1767), графа Гогенцоллерна-Хайгерлоха (1750—1767), князь Иосиф Гогенцоллерн-Зигмаринген унаследовал графство Гогенцоллерн-Хайгерлох.
8 декабря 1769 года князь Иосиф Гогенцоллерн-Зигмаринген скончался в Хайгерлохе. Ему наследовал старший сын Карл Фридрих.

## Брак и дети
Иосиф Гогенцоллерн-Зигмаринген был трижды женат. 20 мая 1722 года в Эттингене первым браком женился на Марии Франциске (1703—1737), дочери князя Франца-Альбрехта Эттинге-Шпильберг. Благодаря этому браку, принц приобрел значительное состояние. Дети от первого брака:
- Карл Фридрих (1724—1785), князь Гогенцоллерн-Зигмаринген (1769—1785)
- Иоганна Мария (1726—1793), монахиня в Бухау
- Мария Амалия (1729—1730)
- Майнрад (1732—1733)
- Анна-Мария (1736—1736)
- сын (1737—1737)

5 июля 1738 года вторично женился на Юдит фон Клозен-Арнсторф (1718—1743), дочери графа Франца Антона фон Клозен, барона фон Арнсторфа. Дети от второго брака:
- Карл Альбрехт (1741—1741)
- Мария Амалия (1742—1742)
- Мария Терезия (1743—1743)

22 октября 1743 года в третий раз женился на Марии Терезии (1696—1761), дочери графа Франца Кристофа фон Вальдбург-Траухбург. Брак был бездетным.